# 高若讷
高若訥（997年—1055年），字敏之，本并州榆次（今屬山西）人。
徙家衛州（今河南汲縣）。生於宋太宗至道三年（997年），天聖進士。歷任龍圖閣直學士、史館修撰等職。1036年，范仲淹向宋仁宗献《四论》指陈时弊，宰相吕夷简誣指范搞朋黨，离间君臣。司谏高若訥亦诋毁范仲淹。館閣校勘歐陽修寫信罵他“不復知人間有羞恥事！”高若訥大怒，把信拿給皇帝看，歐陽修貶夷陵（今湖北宜昌）令。慶曆七年（1047年），为枢密副使，貝州王則兵变，派兵前往镇压。因母病兼習醫書，故精醫術，考校《傷寒論》、《千金方》、《外台秘要》等书。卒於仁宗至和二年（1055年）。

## 延伸阅读
[在维基数据编辑]
 《宋史·卷288》，出自脱脱《宋史》